# Miss Beazley
Miss Beazley (28 de outubro de 2004 — 17 de maio de 2014) foi uma Terrier escocês que pertencia ao ex-presidente dos Estados Unidos George W. Bush e à ex-primeira-dama dos Estados Unidos Laura Bush.

## Biografia
O pai da Miss Beazley, um terrier escocês chamado Clinton, nasceu em 7 de novembro de 2000. Clinton foi o meio-irmão do primeiro terrier escocês dos Bushes, Barney.  A mãe de Miss Beazley, Blackwatch Elizabeth, foi criada pela criadora de cães Patricia Gilmore de Livingston, Nova Jersey. Gilmore também criaria a Miss Beazley, uma terrier escocês de raça pura que nasceu em 2004.
A Miss Beazley foi adotada como presente de aniversário do presidente Bush para a primeira-dama Laura Bush. Ela se mudou para a Casa Branca como um cachorrinho de dez semanas em 6 de janeiro de 2005, pouco antes do início do segundo mandato do presidente Bush. A primeira-dama e suas filhas Barbara e Jenna Bush batizaram seu novo cachorro em homenagem a um personagem do livro infantil de Oliver Butterworth de 1956, The Huge Egg.
O primeiro Terrier escocês da Miss. Beazley e os Bushes, Barney, tornou-se conhecido como animal de estimação presidencial dos Estados Unidos. Em 2005, Miss Beazley e Barney foram destaque no vídeo de Natal da Casa Branca, A Very Beazley Christmas, para seu primeiro feriado na Casa Branca.
A Miss Beazley continuou morando no Texas com a ex-família presidencial até sua morte em 17 de maio de 2014, devido a "uma batalha contra o linfoma ", de acordo com um comunicado do ex presidente e da Sra. Bush.
Barney e Miss Beazley são homenageados com uma escultura de bronze no Centro Presidencial George W. Bush.